# Hywel le Bon
Pour les articles homonymes, voir Cadell.
Hywel ap Cadell, surnommé Hywel Dda (« le Bon » en gallois), également appelé « Hoël le Bon » en français et « Howel the Good » en anglais, est un souverain gallois né vers 880 et mort en 950. Issu de la lignée royale du Seisyllwg, il devient le premier roi de Deheubarth en 920. En 942, il s'empare de la couronne du Gwynedd et probablement du Powys, réunissant ainsi sous son autorité la quasi-totalité du pays de Galles. Il est également à l'origine de la codification du droit gallois ; ses lois, les Cyfraith Hywel (« lois de Hywel ») restent en vigueur jusqu'à la conquête du pays de Galles par l'Angleterre au XIIIe siècle.

## Biographie

Le pays de Galles à l'époque de Hywel Dda.

Hywel Dda naquit aux alentours de 880 et était le plus jeune fils de Cadell ap Rhodri, qui était lui-même le fils de Rhodri le Grand. En 905, Cadell, qui avait conquis le Dyfed, l'offrit à son fils pour que celui-ci y règne pour lui. Howell consolida son statut politique en épousant Elen, dont le père avait régné sur le Dyfed. À la mort de son père, en 909, il obtint une partie du Seisyllwg, puis à la mort de son frère en 920, il fusionna le Dyfed et Seisyllwg qui furent désormais connus sous le nom de Deheubarth. À la mort de son cousin, Idwal le Chauve en 942, il prit possession du Gwynedd, et se trouva ainsi maître des trois-quarts du Pays de Galles actuel
En dépit de la tendance de l'époque, le règne de Hywel Dda fut particulièrement paisible, et il parvint à trouver un accord avec le roi anglais Æthelstan en 927. L'entente avec ses voisins était suffisamment cordiale qu'il fit frapper sa propre monnaie dans la ville anglaise de Chester. Il est d'ailleurs le seul roi du Pays de Galles à avoir jamais fait frapper de la monnaie avec la mention « HOWÆL REX ».
Ayant étudié le système législatif anglais et visité Rome en 928 lors d'un pèlerinage, il put élaborer des idées particulièrement avancées qu'il intégra à son gouvernement. Il est possible qu'il ait rencontré n'importe lequel des papes Jean X, Léon VI ou Étienne VIII, ceux-ci ayant tous occupé cet office cette année-là. En 945 eut lieu une conférence à Whitland, qui fut une sorte de parlement des gens de droit du pays où les lois galloises furent codifiées et écrites pour la postérité. La plus grande partie de cet ouvrage fut accompli par le célèbre érudit Blegywryd.
Après la mort de Hywel, le royaume fut divisé en trois. Le Gwynedd retomba aux mains des fils d'Idwal le Chauve tandis que le Deheubarth fut divisé entre les fils de Hywel. Néanmoins, son véritable héritage réside en son code de lois qui demeura actif au pays de Galles jusqu'à sa conquête par l'Angleterre.

## Postérité
Hywel Dda apparaît dans les Histoires saxonnes de Bernard Cornwell, série de romans historiques se déroulant sous le règne d'Alfred le Grand et de ses successeurs, ainsi que dans la série télévisée The Last Kingdom qui en est adaptée.

## Sources
- (en) Mike Ashley The Mammoth Book of British Kings & Queens Robinson (London 1998)  (ISBN 1841190969) « Hywel Dda (the Good) ap Cadell » p. 333-334.
- (en) Peter Bartrum, A Welsh Classical Dictionary : People in History and Legend Up to about A.D. 1000, Aberystwyth, National Library of Wales, 1993, 649 p. (ISBN 9780907158738), p. 425 HYWEL DDA. (d.949 or 950).
- (en) Kari Maund The Welsh Kings: Warriors, warlords and princes. The history Press, Stroud 2006  (ISBN 9780752429731) « From Rhodri Mawr to Hywel Dda » p. 45-68
- (en) David Walker Medieval Wales Cambridge University Press, Cambridge 1990 réédition 1999  (ISBN 0521311535) p. 235
- (en) Ann Williams, Alfred P. Smyth, D P Kirby A Bibliographical Dictionary of Dark Age Britain (England, Scotland and Wales c.500-c.1050).  Seaby London (1991)  (ISBN 1 852640472), « Hywel (Dda) ap Cadell » p. 155-156.